# V (brytyjski zespół muzyczny)
V (czyt. wi) – nieistniejący już boysband z Wielkiej Brytanii, w skład którego wchodzili Antony Brant, Aaron Buckingham, Mark Harle, Kevin McDaid i Leon Pisani.
Grupa powstała po serii przesłuchań w 2003. Nazwę grupy "V" wymyślił Antony Brant, ponieważ V to cyfra rzymska oznaczająca pięć, a zespół liczył pięciu członków.

## Członkowie zespołu
- Antony Brant, (ur. 18 stycznia 1983)
- Aaron Buckingham, (ur. 7 lipca 1983)
- Mark Harle, (ur. 8 listopada 1983)
- Kevin McDaid, (ur. 7 marca 1984)
- Leon Pisani, (ur. 25 grudnia 1985)

## Albumy
- You Stood Up (Listopad 2004)

## Single
- Blood, Sweat and Tears (Czerwiec 2004)
- Hip To Hip/Can You Feel It (Sierpień 2004)
- You Stood Up (Listopad 2004)